# José Rakoto
 (février 2024).
Si vous disposez d'ouvrages ou d'articles de référence ou si vous connaissez des sites web de qualité traitant du thème abordé ici, merci de compléter l'article en donnant les références utiles à sa vérifiabilité et en les liant à la section « Notes et références ».
 (février 2025).
Motif : Pas de carrière professionnelle en club. Le statut d'international avec une nation à la couverture médiatique faible ne suffit pas à supposer l'admissibilité. Notoriété générale à démontrer.
- Archive Wikiwix
- Bing
- Cairn
- DuckDuckGo
- E. Universalis
- Gallica
- Google
- G. Books
- G. News
- G. Scholar
- Persée
- Qwant
- (zh) Baidu
- (ru) Yandex
- (wd) trouver des œuvres sur Wikidata

| 1. | Préciser le motif de la pose du bandeau. | Précisez le motif de la pose du bandeau en utilisant la syntaxe suivante : {{admissibilité à vérifier\|date=juillet 2025\|motif=remplacez ce texte par le motif}}                |
| 2. | Informer les utilisateurs concernés.     | Pensez à avertir le créateur de l'article, par exemple, en insérant le code ci-dessous sur sa page de discussion : {{subst:avertissement admissibilité à vérifier\|José Rakoto}} |

Pour les articles homonymes, voir Rakoto.
José Rakotoarisoa Harison dit José Rakoto est un joueur du rugby à XV né le 11 décembre 1980 à Madagascar. Il évolue en poste de demi d'ouverture ou arrière. 

## Club
- F.I.T.A.M.I.B.A (club formateur).- 17 ans.(1997 - 2000).
- XV SIMPATIQUES.(2000 - 2003).
- 3F.B (division 1) Madagascar.(2003 - 2005).
- Rugby club Châteaurenard (Fédérale 1) France.(2005 à 2006)
- 3F.B (division 1) .(depuis 2006 - ...).

## Carrière professionnelle
- Il porte le maillot de l'équipe du Makis de Madagascar depuis 2002[1].
- Il est le plus jeune joueur qui arrive à marquer plus de 500 pts depuis 2002 avec Makis.
- Il joue aussi au rugby à VII.

## Palmarès
- Champion de Madagascar : 2003, 2004, 2005, 2007, 2008
- Champion du club champion de l'océan en 2003, 2004, 2005, 2007, 2008
- Champion d'Afrique à 7 en 2005.
- Vice-champion d'Afrique en 2005 et 2007.
- 5 fois meilleur joueur malagasy en scène internationale et nationale
- Champion d'Afrique groupe 1B en 2012.